# A Little Princess
A Little Princess (Brasil: A Princesinha ) é um livro infantil da autora inglesa Frances Hodgson Burnett, publicado pela primeira vez em 1905. É uma versão expandida do conto "Sara Crewe: or, What Happened at Miss Minchin's", que foi serializado na St. Nicholas Magazine em dezembro de 1887 e publicado em forma de livro em 1888. De acordo com Burnett, depois que ela compôs a peça de 1902 A Little Un-fairy Princess baseada nessa história, seu editor pediu que ela expandisse a história como um romance com "as coisas e pessoas que haviam sido deixadas de fora antes". O romance foi publicado pela Charles Scribner's Sons (também editora da St. Nicholas Magazine) com ilustrações de Ethel Franklin Betts e o título completo A Little Princess: Being the Whole Story of Sara Crewe Now Being Told for the First Time.

## Enredo
O Capitão Ralph Crewe, um rico viúvo inglês, tem criado sua única filha, uma menina chamada Sara, na Índia, onde ele está estacionado no Exército Britânico. Como o clima indiano é considerado muito severo para seus filhos, as famílias britânicas que vivem lá tradicionalmente enviam seus filhos para um internato em casa, na Inglaterra. O Capitão matricula sua filha de sete anos em um internato só para meninas em Londres e a mima tanto que ele ordena e paga à arrogante diretora, Srta. Minchin, por tratamento especial e luxos excepcionais para Sara, como um quarto privado para ela com uma empregada pessoal e uma sala de estar separada (veja pensionista de salão), junto com a carruagem particular de Sara e um pônei. A Srta. Minchin bajula Sara abertamente por seu dinheiro, mas é secretamente invejosa e não gosta de Sara quase desde o início.
Inteligente, imaginativa e gentil, Sara vê através da bajulação e permanece intocada;  ela abraça o status de "princesa" concedido pelos outros alunos, e vive de acordo com ele com sua compaixão e generosidade. Ela faz amizade com Ermengarde, o idiota da escola; Lottie, uma aluna de quatro anos dada a acessos de raiva; e a Becky, a copeira atrofiada.

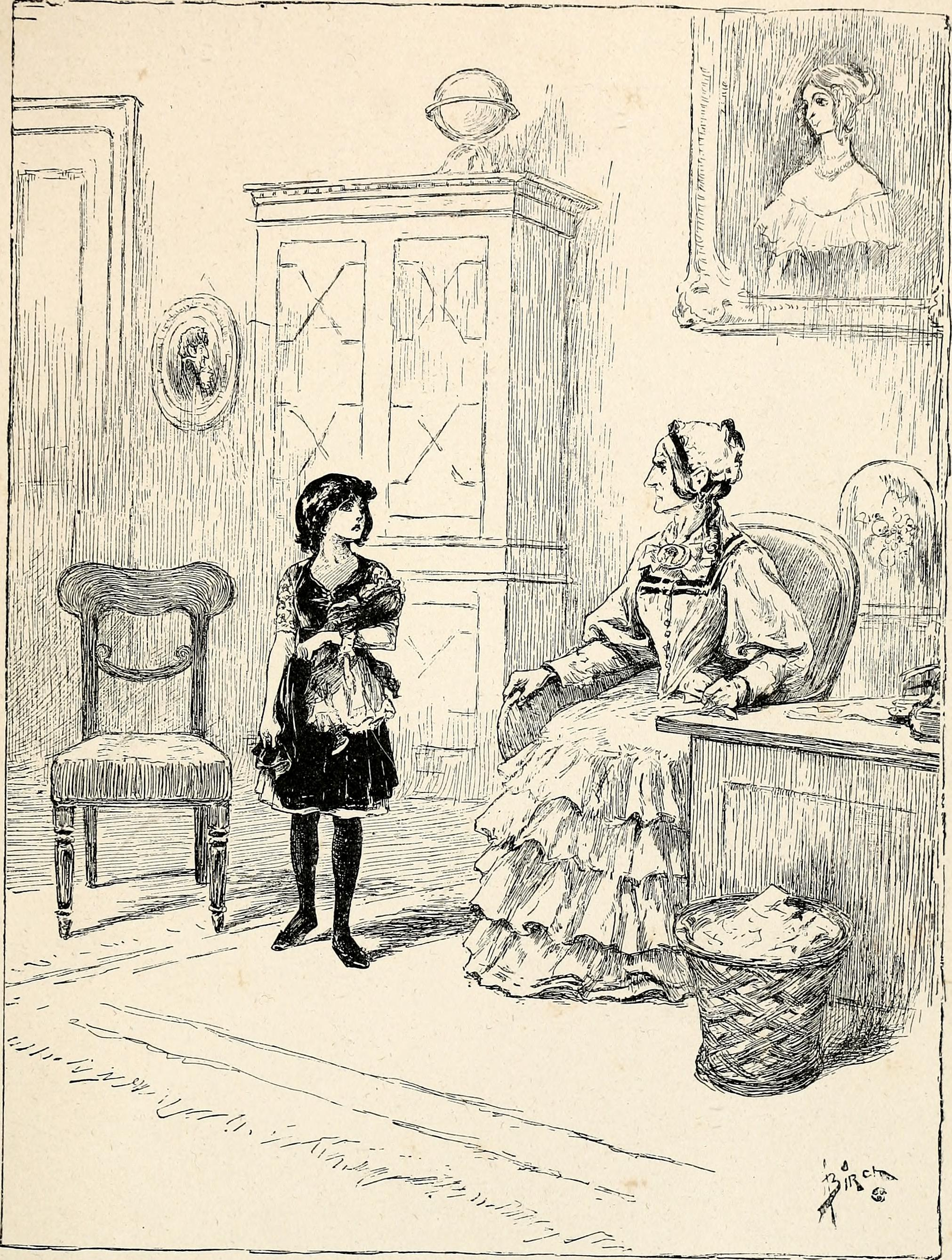
"Ela avançou lentamente para a sala, segurando sua boneca": Ilustração de 'Sara Crewe; or, What Happened at Miss Minchin's (1888)"

Quatro anos depois, o décimo primeiro aniversário de Sara é comemorado na Miss Minchin's com uma festa luxuosa. Assim que termina, a Miss Minchin descobre a morte infeliz do Capitão Crewe devido à febre da selva. Além disso, o capitão, antes rico, perdeu toda a sua fortuna, investindo nas minas de diamantes de um amigo. A pré-adolescente Sara fica órfã e pobre, sem ter para onde ir. A Miss Minchin fica com uma dívida considerável pelas taxas escolares e luxos de Sara, incluindo sua festa de aniversário. Enfurecida e implacável, ela tira todos os pertences de Sara (exceto um velho vestido preto e sua boneca, Emily), e a faz viver em um sótão frio e mal mobiliado, forçando-a a ganhar seu sustento trabalhando como empregada.
Pelos próximos dois anos, a Miss Minchin deixa Sara faminta e sobrecarregada, transformando-a em uma empregada doméstica e tutora não remunerada, com a perspectiva de transformá-la em uma professora mal paga quando ela tiver idade suficiente.  A maioria dos alunos segue o tom da Srta. Minchin, mas Sara é consolada por seus poucos amigos e usa sua imaginação para lidar com sua existência sombria. Ela continua sendo gentil e educada com todos, até mesmo com seus agressores, na crença de que conduta, não dinheiro, faz uma verdadeira princesa. Em um dos dias mais sombrios, quando ela mesma está faminta, ela encontra uma moeda e compra seis pãezinhos, mas dá cinco deles a uma criança mendiga porque esta está morrendo de fome.
Durante esse tempo, o Sr. Carrisford se muda para a casa ao lado do seminário. Ele é um inválido extremamente rico que veio do exterior e mantém o Sr. Carmichael, um advogado que mora nas proximidades. Sara frequentemente observa a grande e amorosa família do Sr. Carmichael, a quem ela apelidou de "Grande Família" - enquanto eles são igualmente curiosos sobre ela e a chamam de "a garotinha que não é uma mendiga".
O Sr. Carrisford é revelado como tendo sido o parceiro do Capitão Crewe no empreendimento da mina de diamantes. Pensando que tudo estava perdido e ambos sofrendo de uma doença grave, Carrisford abandonou o Capitão Crewe e vagou em delírio. Quando se recuperou, encontrou Crewe morto - e as minas uma realidade. Extremamente rico, mas sofrendo de problemas de saúde e dores de consciência, ele retorna à Inglaterra e assume a missão de encontrar Sara, embora não saiba onde procurar.
Enquanto isso, Ram Dass, o servo indiano do Sr. Carrisford, sobe no telhado para resgatar um macaco de estimação que se refugiou no sótão de Sara. Ele vê as más condições do quarto dela e, tocado por sua cortesia e comportamento, sai para descobrir sua história. Para distrair seu mestre de suas próprias tristezas, ele conta ao Sr. Carrisford sobre a "menininha no sótão". Entre eles, eles elaboram um esquema pelo qual o Sr. Carrisford se torna "O Mágico", um misterioso benfeitor que transforma sua existência estéril com presentes de comida, calor e livros - trazidos sorrateiramente por Ram Dass.
Uma noite, o macaco visita novamente o sótão de Sara, e ela decide devolvê-lo ao Sr. Carrisford na manhã seguinte. Ele descobre que Sara é filha do Capitão Crewe; Sara também descobre que o Sr. Carrisford era amigo de seu pai – e O Mágico.
A Srta. Minchin faz uma visita para buscar Sara, mas é informada de que Sara viverá com o Sr. Carrisford a partir de agora; não apenas sua fortuna é restaurada, ela agora é herdeira de minas de diamantes. A Srta. Minchin tenta recuperar a situação, chegando ao ponto de ameaçar com ação legal se ela não retornar à escola, e que ela nunca mais verá nenhum de seus amigos, mas Sara se recusa e o Sr. Carrisford é inflexível. Becky se torna a serva pessoal de Sara e, com sua nova riqueza, Sara faz um acordo com um padeiro, propondo cobrir o custo da comida dada a qualquer criança faminta.

## Recepção
Com base em uma pesquisa online de 2007, a National Education Association dos EUA listou o livro como um dos "100 melhores livros para crianças dos professores". Em 2012, foi classificado como número 56 em uma lista dos 100 melhores romances infantis publicada pelo School Library Journal.

## Material de origem
A novela parece ter sido inspirada em parte pelo romance inacabado de Charlotte Bront, Emma, cujos dois primeiros capítulos foram publicados na Cornhill Magazine em 1860, apresentando uma rica herdeira com um passado misterioso que aparentemente é abandonada em um internato.

## Peça

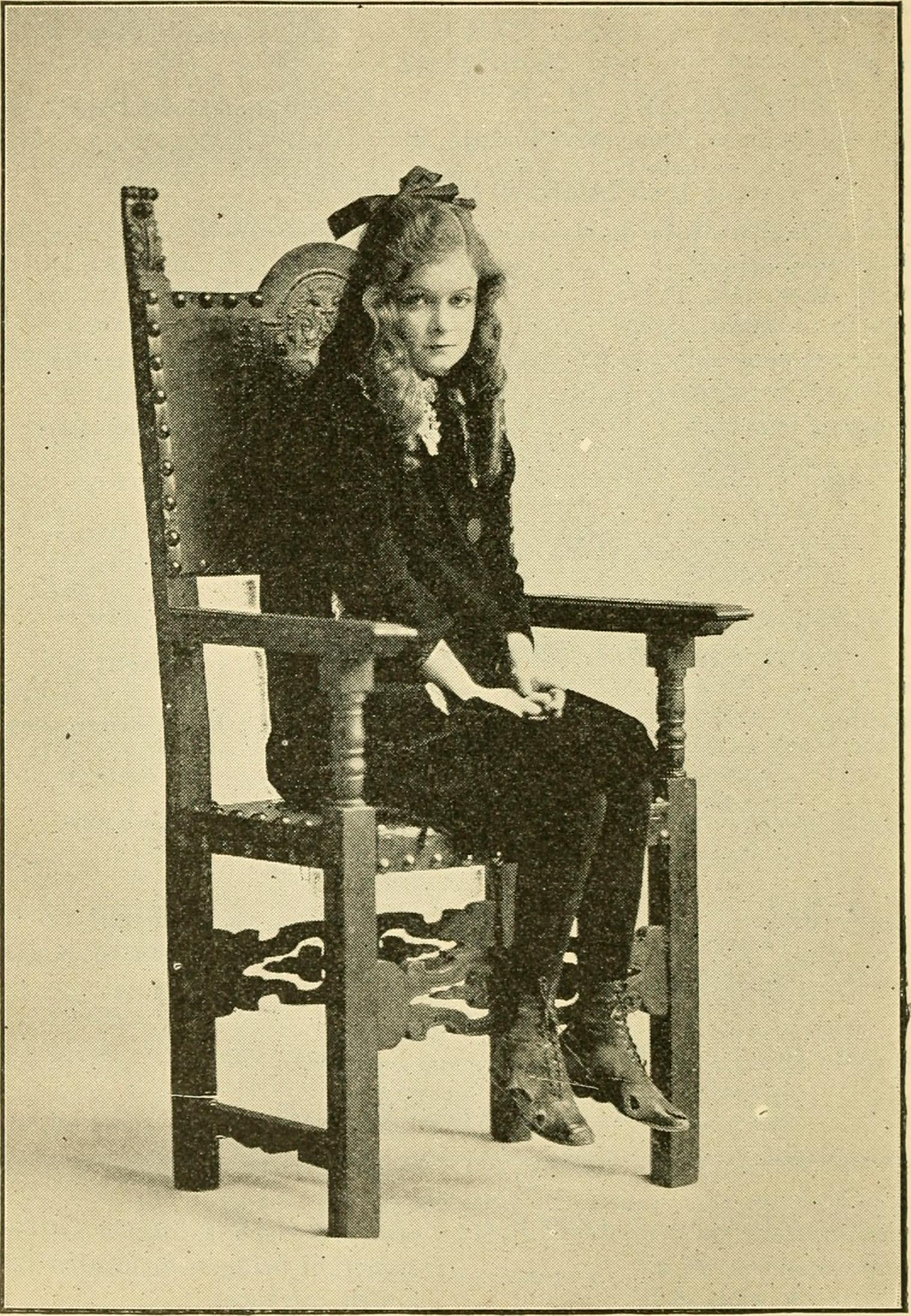
Millie James na produção da Broadway da peça de Burnett, The Little Princess (1903).

Burnett apresentou Sara Crewe pela primeira vez em 1888 na versão impressa. Ela retornou ao material em 1902, escrevendo a peça de três atos A Little Un-fairy Princess, que foi exibida em Londres no outono daquele ano. Na época em que foi transferida para a cidade de Nova York no início de 1903, o título foi encurtado para A Little Princess. Era A Little Princess em Londres, mas The Little Princess em Nova York.
Burnett disse que, após a produção da peça na Broadway, sua editora, Charles Scribner's Sons, pediu que ela expandisse a história para um romance completo e "colocasse nele todas as coisas e pessoas que haviam sido deixadas de fora antes".

## Adaptações

### Cinema

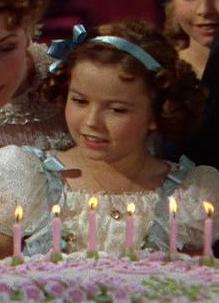
Shirley Temple como Sara em The Little Princess (1939)

- Versão de 1917: Mary Pickford como Sara e Katherine Griffith como Miss Minchin.
- Versão de 1939: Shirley Temple como Sara e Mary Nash como Miss Minchin. Esta adaptação Technicolor difere notavelmente do original, pois o pai de Sara é ferido e desaparecido em combate em tempos de guerra, e mais tarde se reúne com sua filha com a ajuda da Rainha Vitória. A irmã mais nova de Miss Minchin, Miss Amelia, é substituída por "Mr Bertie", irmão de Miss Minchin, um ex-artista de music hall, que canta e dança com Templo. Uma parte substancial da história é dedicada à cumplicidade de Sara em um romance ilícito entre um subprofessor e o mestre de equitação da escola, dramatizado em uma elaborada sequência de sonho de conto de fadas.
- Versão italiana de 1943: Principessina: Rosanna Dal como Anna e Vittorina Benvenuti como a diretora. É um remake do filme de 1939 ambientado na Itália, no qual Sara, agora renomeada Anna, é filha de um príncipe de verdade.[10]
- Harō Kiti no shōkōjo: Versão OVA de 1994 estrelada por Hello Kitty produzida pela Sanrio.
- Versão americana de 1995: Liesel Matthews como Sara e Eleanor Bron como Miss Minchin, esta adaptação difere notavelmente do original e se assemelha mais à versão de 1939, em que o pai de Sara é ferido e desaparecido em ação em tempo de guerra, e mais tarde se reúne com sua filha. Outra diferença é que se passa na Cidade de Nova York durante a Primeira Guerra Mundial em vez de Londres durante a Guerra dos Bôeres, e a personagem de Becky, canonicamente Cockney, é reformulada como afro-americana. O filme é dirigido por Alfonso Cuarón.
- Versão filipina de 1995, Sarah... Ang Munting Prinsesa: Camille Prats como Sara (nome alterado para "Sarah"), Angelica Panganiban como Becky e Jean Garcia como Sra. Minchin. Esta adaptação foi baseada principalmente na série de anime japonesa de 1985 Princess Sarah, que foi muito popular entre o público filipino durante a década de 1990. O filme foi filmado principalmente na Escócia, com outras cenas em Baguio, Filipinas.
- Versão de 1996: Um filme animado direto para vídeo produzido por Blye Migicovsky e dirigido por Laura Shephard. Como nas adaptações cinematográficas de 1939 e 1995, o pai de Sara é encontrado vivo mais tarde e, como no filme de 1995, Becky é negra. O elenco de vozes inclui Melissa Bathory, Lawrence Bayne, Desmond Ellis, Nonnie Griffin, Marieve Herington, Sarena Paton, Katherine Shekter e Colette Stevenson.
- Filme russo de 1997 A Little Princess: Anastasiya Meskova como Sara e Alla Demidova como Srta. Minchin.

### Televisão
- Versão de 1973: Deborah Makepeace como Sara e Ruth Dunning como Miss Minchin.
- Shōkōjo Sēra: uma versão em anime japonês de 1978, onze episódios de 10 minutos da série antológica Manga Sekai Mukashi Banashi. Esta adaptação é notável pelo roteiro mais cruel, focado no abuso que Sara e Becky têm que sofrer da Srta. Minchin, a valentona da escola Lavinia e Amelia, agora tão má quanto sua irmã. Também adiciona novos personagens e eventos enquanto pula outros do romance, como a família do Sr. Carmichael. Sara e Becky são amigas de três meninos órfãos que as ajudam em várias ocasiões, como quando Becky fica doente e a Srta. Minchin não quer chamar um médico. Sara tem um interesse amoroso em Frederick, o filho de um rico apoiador da escola. No final, Sara e Becky são expulsas do instituto, mas quando são encontradas pelo Sr. Carrisford, Sara retorna à escola com Becky após fazer uma grande doação para ela, e se reconcilia com Lavinia.[11][12]
- Princess Sara: uma série de anime japonesa de 1985, que foi apresentada como parte da coleção World Masterpiece Theater da Nippon Animation. A série abrangeu 46 episódios, incluindo alguns novos personagens e aventuras ao longo do caminho, enquanto seguia bem de perto o enredo original. Algumas das novas adições lembram a versão de anime de 1978: a adição de um menino de rua entre os amigos de Sara, a doença perigosa de Sara, sua saída do instituto, seu perdão para a Srta. Minchin e Lavinia, que também é uma personagem mais proeminente aqui, e sua grande doação para a escola. Semelhante à adaptação de 1978, esta versão se concentra mais nos aspectos mais tristes da história, como o abuso da Srta. Minchin e o bullying de Lavinia, embora de uma forma mais suave e menos violenta. Além disso, a personalidade de Sara foi significativamente mais obediente e gentil do que no romance. A veterana dubladora japonesa Sumi Shimamoto dublou Sara Crewe.
- Versão de 1986: Amelia Shankley como Sara e Maureen Lipman como Miss Minchin. É uma das adaptações mais fiéis, citando muitos diálogos do livro e adicionando apenas algumas cenas novas, incluindo um prólogo ambientado na Índia.
- Sōkō no Strain, um anime de 2006 que reformula completamente a história em uma série de mechas sobre "Sara Werec", que se vê privada da habilidade de pilotar o Strain titular quando seu irmão, Ralph, trai e desgraça sua família.
- Princess Sarah, um remake filipino de 2007, vagamente baseado no popular anime de 1985, mas com elementos de fantasia.
- Shōkōjo Seira, um remake de 2009 com a personagem principal japonesa e chamada Seira, com 16 anos quando seu pai morre, e como uma princesa indiana. Becky é alterada para um homem e um protagonista romântico. A série de 1985 da Nippon Animation tem um título semelhante em japonês, embora as duas adaptações não sejam relacionadas.
- "The Penniless Princess" (2012), o episódio de Veggietales.
- A Caverna Encantada, uma telenovela brasileira produzida e exibida pelo SBT, criada pela Íris Abravanel que adaptou nesse livro e também O Jardim Secreto, estreou em 29 de julho de 2024. Mel Summers como Anna Salvatore, Clarice Niskier como Diretora Norma e Juju Penido como Lavínia.[13][14]